# 104 Aquarii
104 Aquarii (A² Aquarii) é uma estrela tripla na direção da Aquarius. Possui uma ascensão reta de 23h 41m 45.80s e uma declinação de −17° 48′ 59.5″. Sua magnitude aparente é igual a 4.82. Considerando sua distância de 643 anos-luz em relação à Terra, sua magnitude absoluta é igual a −1.65. Pertence à classe espectral G2Ib/II.